# Mossatjärnen (Tännäs socken, Härjedalen)
Mossatjärnen är en sjö i Härjedalens kommun i Härjedalen och ingår i Ljusnans huvudavrinningsområde. Sjön har en area på 0,133 kvadratkilometer och ligger 769,3 meter över havet. Mossatjärnen ligger i Rogen Natura 2000-område. Vid provfiske har abborre, röding och öring fångats i sjön.

## Delavrinningsområde
Mossatjärnen ingår i det delavrinningsområde (692062-133068) som SMHI kallar för Utloppet av Mossatjärnen. Medelhöjden är 779 meter över havet och ytan är 0,96 kvadratkilometer. Det finns inga avrinningsområden uppströms utan avrinningsområdet är högsta punkten. Vattendraget som avvattnar avrinningsområdet har biflödesordning 3, vilket innebär att vattnet flödar genom totalt 3 vattendrag innan det når havet efter 396 kilometer. Avrinningsområdet består mestadels av skog (86 procent). Avrinningsområdet har 0,13 kvadratkilometer vattenytor vilket ger det en sjöprocent på 13,8 procent.